# 在那 (危机边缘)
“在那”是福克斯广播公司出品的科幻小说类电视剧《Fringe》（大陆譯：危机边缘）中一共两部分的剧集。此整集的完整情节是这一季电视剧裡的第二十二和第二十三集，即在完整的5季剧情的1001集当中的第42和第43集。这两部分是由获得奥斯卡最佳编剧奖的阿奇瓦·高斯曼并且与改节目的制作人傑夫·平克納和J·H·懷曼一起编写的，且同时担任导演，这也是他头一次以如此高的个人信誉担保该集，自从本季（第二季）首映。 
危机边缘的前提是基于两个平行宇宙的概念，我们自己和另一个世界中的“自己”，无论是谁是什么在两个世界里的每一改版本里都包含有历史特质。这两个宇宙在1985开始发生冲突，沃爾特·畢肖普博士（約翰·諾伯饰演）偷了他的儿子平行宇宙版本的彼特后，出于他自己的儿子之死。结局的叙事讲述了当彼得（約書亞·傑克遜饰演）被他真正的父亲带回另一边的平行世界，被称之为“沃爾特納特”（Waternate）。 聯邦調查局探員奧利維亞·鄧納姆（安娜·托芙飾）和沃爾特發現彼得無意中參與了沃爾特納特計劃，利用古老的末日裝置毀滅我們的宇宙，之後，她率領一支由前科特西芬測試對象組成的團隊去救他。
在剧情结尾，主角们在平行宇宙当中花了许多时间。 作家想要强调两者之间的差异的世界：安娜·托芙与她以往所扮演的Oliver角色之间一个拥有独特个性和行为举止的Fauxlivia这一角色。DC漫画设计的特殊的涵盖根据他们的一些经典的版本，以显示在另一边。 这部剧与其他 流行的文化之间的不同被关注并且被评论家们所欣赏，说服了作者添加更多元素在第三季的剧情中. 这标志着将会加有新面孔加入剧情，他们分别是以突出的人物性格所出现的演员林肯·李 (塞斯·蓋貝爾飾)，以及使得演员伦纳德·尼莫伊和柯克·埃斯沃多他俩算扮演的威廉·贝尔和特工查理·弗朗西斯角色再次回归。

### 评论
結局的第一部分獲得了評論界的好評。 IGN的Ramsey Isler認為這“太棒了”，因為這是“一個偉大的故事，帶領我們進入了本季的地獄結局”，而且它“立即讓我們對替代方案有了最深入、最令人興奮的了解」。